# 斑尾髭喉蜂鸟
斑尾髭喉蜂鸟（学名：Threnetes ruckeri），是雨燕目蜂鸟科的一种鸟类。
斑尾髭喉蜂鸟体重约5.2克，翼长约56.6毫米，嘴峰长约33.4毫米，喙宽度约3毫米，喙厚度约2.5毫米，跗蹠长约5.3毫米，尾长约36.3毫米。斑尾髭喉蜂鸟在其分布区内为留鸟，其栖息在密集的高大树木组成的森林中，食性为草食性，主要食物来源是植物的花蜜。

## 亚种
- ：分布于危地马拉和伯利兹东部热带地区至巴拿马西部地区。
- ：分布于哥伦比亚北部和西部至厄瓜多尔西部。
- ：分布于委内瑞拉西北部（马拉开波湖西南部地区）。[4]